# Neuve-Église (Bas-Rhin)
Pour les articles homonymes, voir Neuve-Église.
Neuve-Église (Neikìrich en alsacien)est une commune française située dans la circonscription administrative du Bas-Rhin et, depuis le 1er janvier 2021, dans le territoire de la Collectivité européenne d'Alsace, en région Grand Est.
Cette commune se trouve dans la région historique et culturelle d'Alsace.

## Géographie

### Localisation
La commune de Neuve-Église présente à peu près les mêmes similitudes que les villages proches de son aire géographique : Dieffenbach-au-Val et Neubois. Implantée sur l'ancien Comte-Ban le village se situe à une altitude de 300 mètres. Cette altitude varie d'ailleurs d'un secteur à l'autre entre 260 et 320 mètres, avec quelques élévations plus marquées en direction du village de Breitenau faisant partie de l'ancien vignoble de la Boos. Neuve-Église est située à l'intersection des routes qui mènent à Breitenau, Villé, Triembach-au-Val, Saint-Maurice et Dieffenbach-au-Val. La commune comprend également le hameau de Hirtzelbach et la partie de la rive droite du Luttenbach à Breitenau.

### Communes limitrophes
| Villé     | Triembach-au-Val | Saint-Maurice      |
|           | Neuve-Église     | Thanville          |
| Breitenau | Neubois          | Dieffenbach-au-Val |

### Géologie
Neuve-Église s'inscrit dans le bassin d'effondrement de Villé. Les dépôts permiens présentent trois particularités, de bas en haut :
- l'assise de Triembach, conservée à la faveur des petits compartiments effondrés du vallon de Hirtzelbach et des Saucematten, et qui se caractérise par des conglomérats, arkoses, schistes, argile rouge (ancienne carrière de glaise) ;
- l'assise de Meisenbuckel qui présente une majorité de matériel volcanique : tufs et brèches observables dans plusieurs caves du village ;
- l'assise de Kohlbaechel, épaisse d'environ 180 m, qui présente des grès grossiers, arkoses, concrétions de dolomie et lits argileux ;
- les pentes de l'Altenberg, au-dessus de 500 m d'altitude, voient l'affleurement du grès vosgien du Trias.

Le territoire communal a connu une exploitation de houille au XIXe siècle à la suite de l'accord d'une concession.

### Hydrographie

#### Réseau hydrographique
La commune est dans le bassin versant du Rhin au sein du bassin Rhin-Meuse. Elle est drainée par le Giessen et le ruisseau le Lutterbach,.
Le Giessen, d'une longueur de 34 km, prend sa source dans la commune de Urbeis et se jette  dans l'Ill à Ebersmunster, après avoir traversé 18 communes. Les caractéristiques hydrologiques du Giessen sont données par la station hydrologique située sur la commune de Thanvillé. Le débit moyen mensuel est de 1,39 m3/s. Le débit moyen journalier maximum est de 30 m3/s, atteint lors de la crue du 15 février 1990. Le débit instantané maximal est quant à lui de 31,6 m3/s, atteint le même jour.

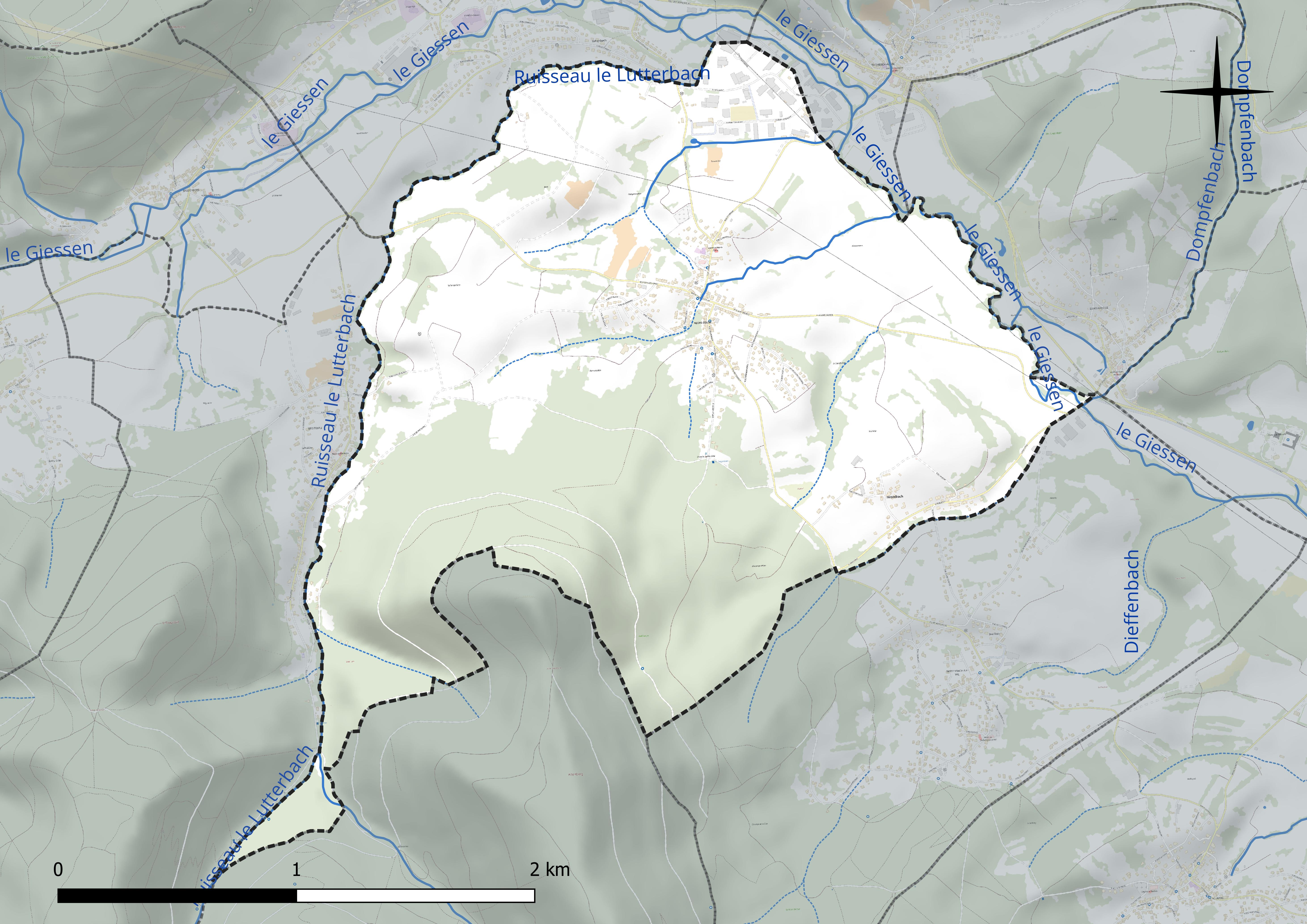
Réseau hydrographique de Neuve-Église.

#### Gestion et qualité des eaux
Le territoire communal est couvert par le schéma d'aménagement et de gestion des eaux (SAGE) « Giessen Liepvrette ». Ce document de planification concerne les bassins versants du Giessen et de la Lièpvrette.  Son périmètre s’étend sur 317 km2. Il a été approuvé le 13 avril 2016. La structure porteuse de l'élaboration et de la mise en œuvre est le Syndicat des eaux et de l'assainissement Alsace Moselle.
La qualité des cours d’eau peut être consultée sur un site dédié géré par les agences de l’eau et l’Agence française pour la biodiversité.

### Climat
Pour des articles plus généraux, voir Climat du Grand Est et Climat du Bas-Rhin.
En 2010, le climat de la commune est de type climat des marges montargnardes, selon une étude du Centre national de la recherche scientifique s'appuyant sur une série de données couvrant la période 1971-2000. En 2020, Météo-France publie une typologie des climats de la France métropolitaine dans laquelle la commune est exposée à un climat semi-continental et est dans la région climatique Vosges, caractérisée par une pluviométrie très élevée (1 500 à 2 000 mm/an) en toutes saisons et un hiver rude (moins de 1 °C).
Pour la période 1971-2000, la température annuelle moyenne est de 10,3 °C, avec une amplitude thermique annuelle de 17,6 °C. Le cumul annuel moyen de précipitations est de 910 mm, avec 9,9 jours de précipitations en janvier et 10,2 jours en juillet. Pour la période 1991-2020, la température moyenne annuelle observée sur la station météorologique de Météo-France la plus proche, « Villé », sur la commune de Villé à 2 km à vol d'oiseau, est de 11,3 °C et le cumul annuel moyen de précipitations est de 957,7 mm. 
La température maximale relevée sur cette station est de 39,5 °C, atteinte le 13 août 2003 ; la température minimale est de −19 °C, atteinte le 7 février 1991,,.
Les paramètres climatiques de la commune ont été estimés pour le milieu du siècle (2041-2070) selon différents scénarios d'émission de gaz à effet de serre à partir des nouvelles projections climatiques de référence DRIAS-2020. Ils sont consultables sur un site dédié publié par Météo-France en novembre 2022.

## Urbanisme

### Typologie
Au 1er janvier 2024, Neuve-Église est catégorisée bourg rural, selon la nouvelle grille communale de densité à sept niveaux définie par l'Insee en 2022.
Elle est située hors unité urbaine. Par ailleurs la commune fait partie de l'aire d'attraction de Sélestat, dont elle est une commune de la couronne,. Cette aire, qui regroupe 37 communes, est catégorisée dans les aires de 50 000 à moins de 200 000 habitants,.

### Occupation des sols
L'occupation des sols de la commune, telle qu'elle ressort de la base de données européenne d’occupation biophysique des sols Corine Land Cover (CLC), est marquée par l'importance des territoires agricoles (50,8 % en 2018), en diminution par rapport à 1990 (51,8 %). La répartition détaillée en 2018 est la suivante : zones agricoles hétérogènes (50,8 %), forêts (34,7 %), zones urbanisées (14,5 %). L'évolution de l’occupation des sols de la commune et de ses infrastructures peut être observée sur les différentes représentations cartographiques du territoire : la carte de Cassini (XVIIIe siècle), la carte d'état-major (1820-1866) et les cartes ou photos aériennes de l'IGN pour la période actuelle (1950 à aujourd'hui).

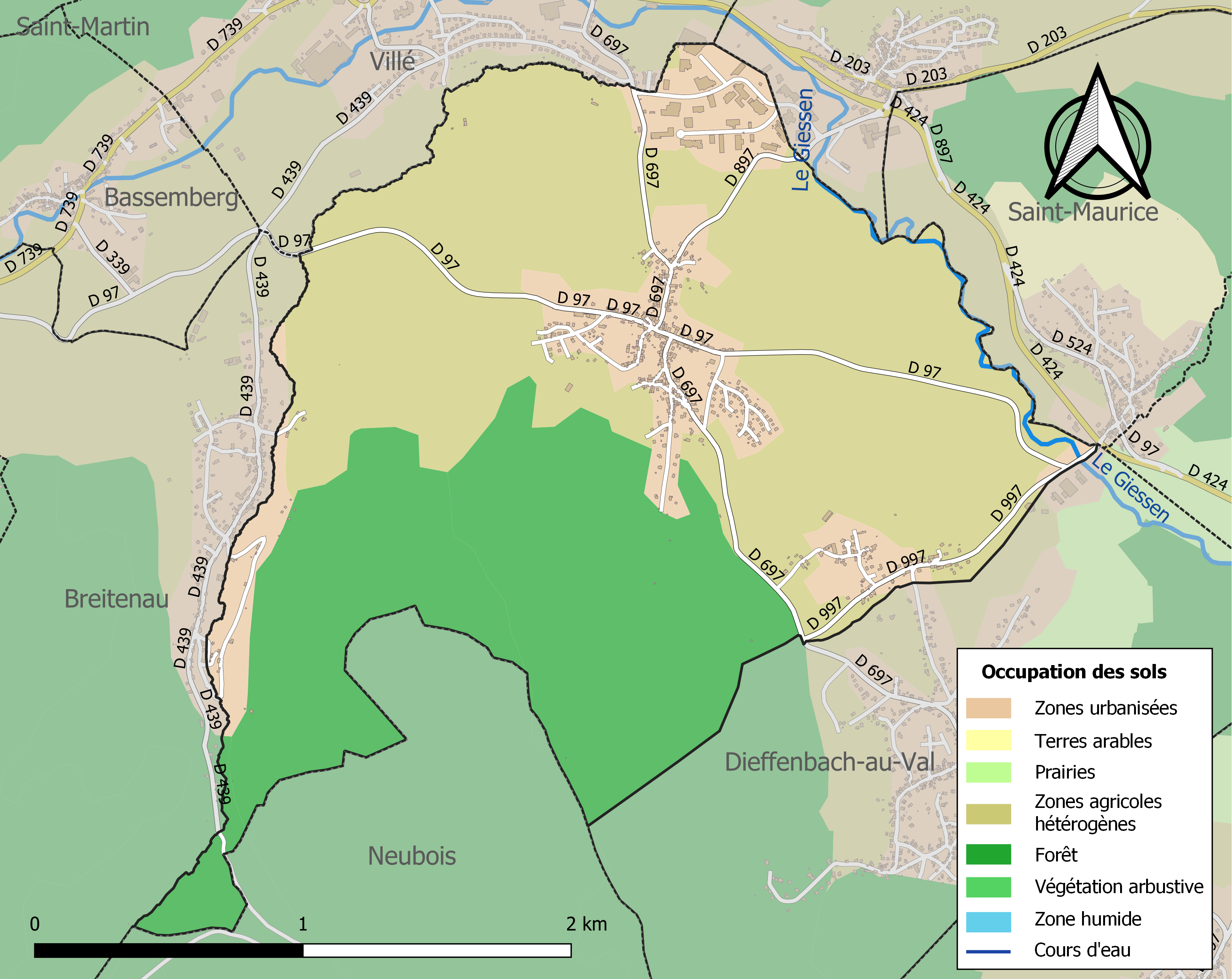
Carte des infrastructures et de l'occupation des sols de la commune en 2018 (CLC).

### Lieux-dits et écarts
- Hirtzelbach.

## Toponymie
Neuve-Église : Neukirch en allemand, Nejkerich en alsacien. La première mention connue de Neuve-Église remonte à 1336 : Neukirche ; la graphie change de nom souvent : Nuwenkirch que l'on retrouve dans des documents datés de 1359, 1362, 1369 ; Nüwenkirch (1371), Nuwenkirche (1419), Nuwekirch (1469), N¨kirch (1543) etc. Après les traités de Westphalie (1648), une grande partie de l'Alsace est rattachée à la France. Pour certains documents en français, le nom est francisé en Neuve-Église. Pour ceux en langue allemande ou en langue latine (comme les actes paroissiaux) le nom reste bien sûr Neukirch.

## Histoire

### Située au centre de l'ancien Comte-Ban
Neuve-Église est située au centre de l'ancien Comte-Ban qui était la résidence du Meier ou maire et des comtes de Frankenbourg-Werde, qui deviennent Landgraves en 1196 et y possèdent le château du Frankenbourg. Le nom de Neuve-Église et celui des autres localités du Comte-Ban apparaissent pour la première fois en 1336 : Ulrich, landgrave d'Alsace, et son fils Johann, engagent à Henrich de Müllenheim le château de Frankenbourg, Grube (Fouchy), Breitenow (Breitenau), Nunkirche (Neuve-Église), Hirzelbach, Gerute et Dieffenbach, avec leurs dépendances. Saint Maurice sera rattaché l'année suivante. Il est fort possible que le nom de Neuve-Église soit apparu bien plus tôt, peut-être déjà avant le XIVe siècle.

### Le village passe entre les mains de nombreuses familles
Neuve-Église, au cours de son histoire, passe entre les mains de plusieurs familles nobles : les Werde, les Oettingen, puis devient une possession épiscopale en 1359. Les évêques de Strasbourg donnent le tout en gage à divers seigneurs : les Leiningen, les Lützelstein (1395-1447), les Uttenheim, les Bock... pour finalement, en 1489, vendre l'ensemble au Grand Chapitre de la cathédrale de Strasbourg qui en restera propriétaire jusqu'à la Révolution.

### Touché par la peste noire et les guerres
Au XIVe siècle, Neuve-Église est touchée par la peste noire. Une grande partie de la population est décimée. Au cours de la guerre de Trente Ans (1618-1648), le village en 1623 est ruiné et la désolation règne un peu partout. En 1618, Neuve-Église comptait encore 26 familles de bourgeois, en 1649 il ne  reste plus que deux et trois manants. Sur les 26 maisons habitées avant la guerre, sept sont encore debout. Neuve-Église est un des villages les plus touchés par ce terrible conflit.

### Des familles de Lorraine et de Suisse repeuplent le village
Par un édit promulgué par Louis XIV, on encourage l'arrivée de nouveaux habitants pour repeupler la région dévastée par la guerre de Trente Ans. Des populations entières venant de Suisse et de Lorraine s'installent à Neuve-Église permettant ainsi de reconstruire le village. À Neuve-Église on voit apparaître des noms comme Humbert, Thiebault, Lemaire, et Klein dont le nom sera francisé en Petit. Cet apport massif de populations permet au village de repartir sur de nouvelles bases et de connaître dès le XVIIIe siècle une ère de prospérité. Les nouvelles habitations sont le témoignage vivant de cette époque et de cette expansion démographique. En 1690, on compte 18 couples et 46 enfants dans le village et vers 1801 on compte 478 habitants.

### La Révolution
La Révolution de 1789 entraine de profondes inquiétudes pour la population qui ne voit pas d'un bon œil tous les excès de cette période trouble. Les prêtres doivent prêter serment à la Constitution civile du clergé. De nombreux ecclésiastiques refusent de se soumettre et doivent alors quitter le département sous peine de prison. L'agent de la commune invite le curé, François Antoine Stackler, de Neuve-Église à se soumettre à la loi. Celui-ci refuse. Bravant la loi, il accueille même d'autres prêtres réfractaires dans son presbytère pendant une année avant d'être menacé par des « patriotes » du village. Il se réfugiera d'abord à Soultz, Battenheim et finalement en Suisse. Plus tard, la situation s'étant un peu calmée, le maire du village Antoine Siffer, qui n'approuve pas les excès de la Révolution, invite le curé Stackler à regagner sa paroisse, ce qu'il fait le 24 décembre 1795. Il exerce d'abord discrètement son ministère, puis se montre au grand jour en prêchant publiquement. Il est dénoncé par quelques villageois et son arrestation est ordonnée aussitôt par le Directoire de Strasbourg qui lance à ses trousses des soldats venus de Sélestat. Le curé Stackler est finalement arrêté dans la nuit du 1er février 1796 alors qu'il se cache dans la maison du maire, Antoine Siffer. Une partie de la population tente de le protéger en empêchant son arrestation avant d'en être dissuadée. Le maire du village est arrêté à son tour pour entrave à la justice. Les deux prisonniers sont transférés à la prison de Strasbourg. Refusant de se soumettre de nouveau à la Constitution, le curé aggrave son cas. Il est condamné dès le lendemain à la peine de mort et conduit à l'ancienne place d'Armes où est dressé un échafaud. Il est guillotiné à midi. Dans la région, la nouvelle de sa mort plonge la population dans la stupeur et pendant de longues années, son exécution fera l'objet de longues discussions pendant les veillées au coin du feu. Une plaque de marbre commémorative se trouve dans le chœur de l'église rappelant cette sombre journée où fut exécuté le curé Stackler. Le principal carrefour porte aujourd'hui son nom.
Les biens du Comte-Ban sont vendus au cours de la Révolution et Neuve-Église redevient une simple commune. Le hameau de Hirtzelbach encore autonome sera rattaché à Neuve-Église en 1825.

### Neuve-Église menacée de destruction
En 1814, au moment de la retraite de l'armée de Napoléon, le village est menacé de destruction. Les soldats de la coalition accusent un habitant d'avoir tiré sur la troupe. En représailles ils menacent de mettre le feu au village. Le curé du village, Pimbel, à force de parlementer avec les soldats, arrive à empêcher le drame.

### Les drames duXIXesiècle
Le XIXe siècle contraste avec le siècle précédent : la surpopulation provoque des pénuries. La malnutrition gagne une grande partie de la population et de nombreux habitants sont contraints de quitter la vallée pour chercher de quoi se nourrir en dehors de leur village. En 1849 on assiste à une épidémie de choléra où l'on déplore 31 morts. La guerre 1870-1871 amène d'autres cortèges de malheurs. À la suite de la bataille de Thanvillé (17 août 1870), des soldats allemands cherchent à se venger en fusillant et en sabrant de simples personnes qui ont le malheur de se trouver sur leur passage. Un monument en leur mémoire est érigé en 1932 par le Souvenir Français au bord de la route menant de Neuve-Église à Villé. Il sera détruit par les nazis en 1941.

### Les deux guerres mondiales
Le village est relativement épargné par les deux grandes guerres. Cependant on déplore la mort de 19 habitants pendant le premier conflit et 13 au cours du second conflit. Les noms de ces personnes sont gravés sur une plaque de marbre scellée sur l'avant de la grotte de Lourdes édifiée en 1913.

## Politique et administration

### Liste des maires
| Période                                  | Période   | Identité         | Étiquette | Qualité                                                                    |
| ---------------------------------------- | --------- | ---------------- | --------- | -------------------------------------------------------------------------- |
| Les données manquantes sont à compléter. |           |                  |           |                                                                            |
| 1965                                     | mars 1983 | René Wach        |           |                                                                            |
| mars 1983                                | mars 1989 | Adolphe Benard   |           |                                                                            |
| mars 1989                                | mars 2008 | René Haag        | DVD       | Professeur de collège conseiller général du canton de Villé de 1992 à 2011 |
| mars 2008                                | mai 2020  | Roland Rengert   | DVD       | Retraité                                                                   |
| mai 2020                                 | En cours  | Alexandre Krauth |           |                                                                            |

## Population et société

### Démographie
L'évolution du nombre d'habitants est connue à travers les recensements de la population effectués dans la commune depuis 1793. Pour les communes de moins de 10 000 habitants, une enquête de recensement portant sur toute la population est réalisée tous les cinq ans, les populations de référence des années intermédiaires étant quant à elles estimées par interpolation ou extrapolation. Pour la commune, le premier recensement exhaustif entrant dans le cadre du nouveau dispositif a été réalisé en 2008.

En 2022, la commune comptait 617 habitants, en évolution de −2,22 % par rapport à 2016 (Bas-Rhin : +3,17 %, France hors Mayotte : +2,11 %).
| 1793 | 1800 | 1806 | 1821 | 1831 | 1836 | 1841 | 1846 | 1851 |
| ---- | ---- | ---- | ---- | ---- | ---- | ---- | ---- | ---- |
| 408  | 423  | 520  | 723  | 791  | 800  | 773  | 770  | 737  |

| 1856 | 1861 | 1866 | 1871 | 1875 | 1880 | 1885 | 1890 | 1895 |
| ---- | ---- | ---- | ---- | ---- | ---- | ---- | ---- | ---- |
| 734  | 783  | 839  | 821  | 739  | 690  | 679  | 695  | 663  |

| 1900 | 1905 | 1910 | 1921 | 1926 | 1931 | 1936 | 1946 | 1954 |
| ---- | ---- | ---- | ---- | ---- | ---- | ---- | ---- | ---- |
| 677  | 672  | 647  | 541  | 548  | 544  | 520  | 462  | 423  |

| 1962 | 1968 | 1975 | 1982 | 1990 | 1999 | 2006 | 2008 | 2013 |
| ---- | ---- | ---- | ---- | ---- | ---- | ---- | ---- | ---- |
| 451  | 455  | 525  | 580  | 597  | 620  | 620  | 621  | 623  |

| 2018 | 2022 | - | - | - | - | - | - | - |
| ---- | ---- | - | - | - | - | - | - | - |
| 626  | 617  | - | - | - | - | - | - | - |

## Culture locale et patrimoine

### Lieux et monuments

#### Église Saint-Nicolas
La nef actuelle date de 1735 si l'on en croit l'inscription portée sur le linteau de la porte nord qui mentionne également le nom du curé de l'époque, François Étienne Delpy, qui nous est révélé par un écriteau « 17 DELPY 35 » gravé sur le linteau de la porte nord. La cloche semble plus ancienne. L'église comprend un autel baroque consacré à saint Nicolas et un chemin de croix composé de quatorze tableaux à l'huile, datant de l'année 1814 peints en 1834 par Stumpf originaire de Sélestat et habitant à Sainte-Marie-aux-Mines. Dans la nef, on trouve divers mobiliers comme l'ancien autel de saint Sébastien avec la statue de saint Nicolas qui date du XVIIIe siècle. Sur le mur droit, on aperçoit un groupe de crucifixion qui remonte au XVIIIe siècle. Jusque vers 1950, cette croix était placée sur le mur séparant la nef du chœur. À la place initiale, René Kuder a peint en 1955 une fresque « Le Christ triomphant ». À droite du maître-autel, le baptistère est installé dans une niche. Il s'agit d'une cuve monolithe, non datée, posée sur un socle circulaire. La base est de forme hexagonale jusqu'à la hauteur de la cuve. Le couvercle en bois semble de facture romane. Sur le côté opposé, la chaire présente des panneaux en bois du XVIIIe siècle, remplacés en 1955. Les vitraux de l'église sont datés de 1955 et représentent des épisodes de la vie de la Vierge. En 1810, trois cloches sont installées dans la tour. L'une est consacrée à saint Nicolas et l'autre, la plus grande, remontant à 1922, est dédiée à la Vierge. L'accès au clocher se fait par un escalier extérieur accolé au mur est de la nef et au mur nord du chœur.

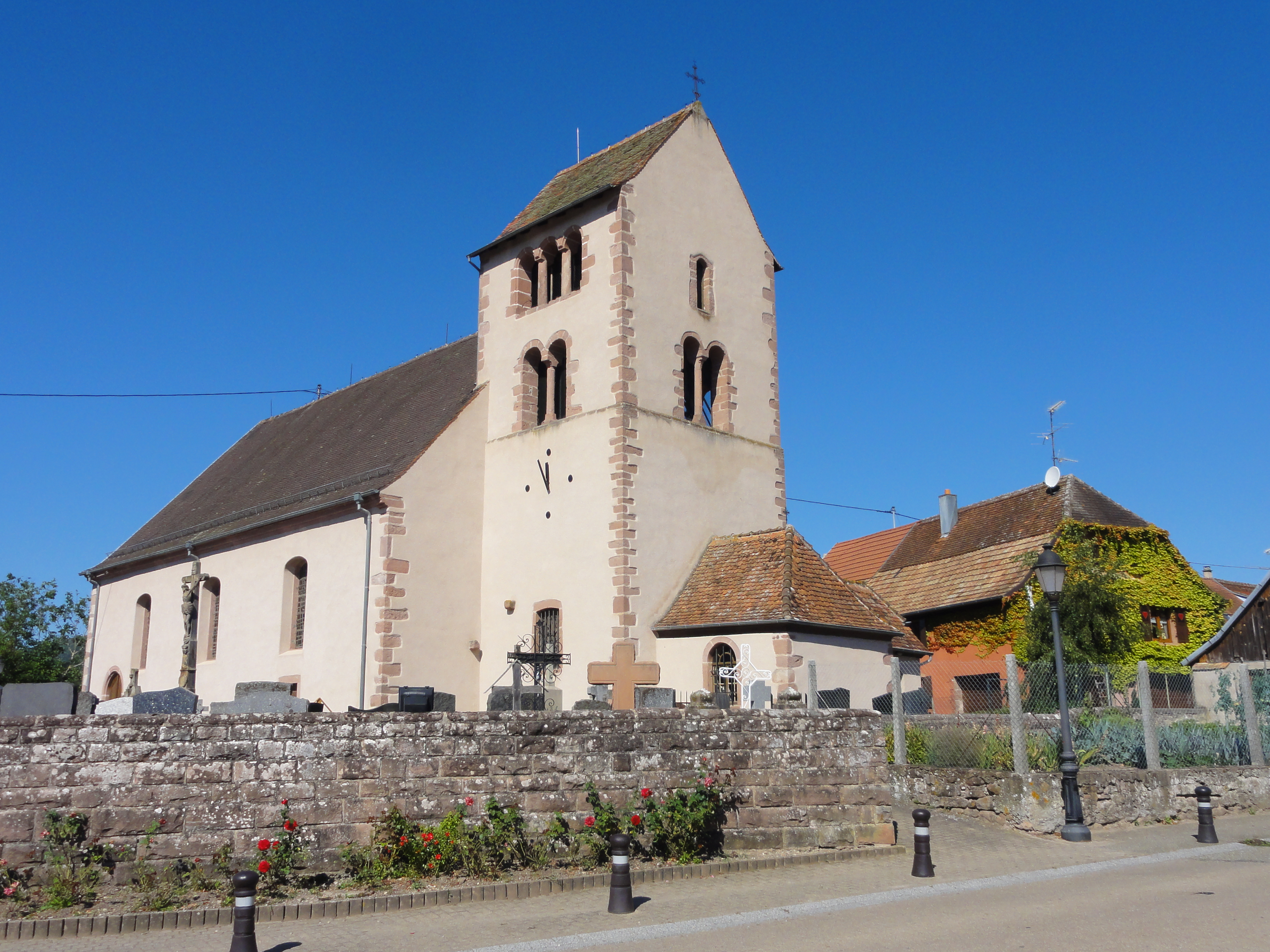
Église Saint-Nicolas.
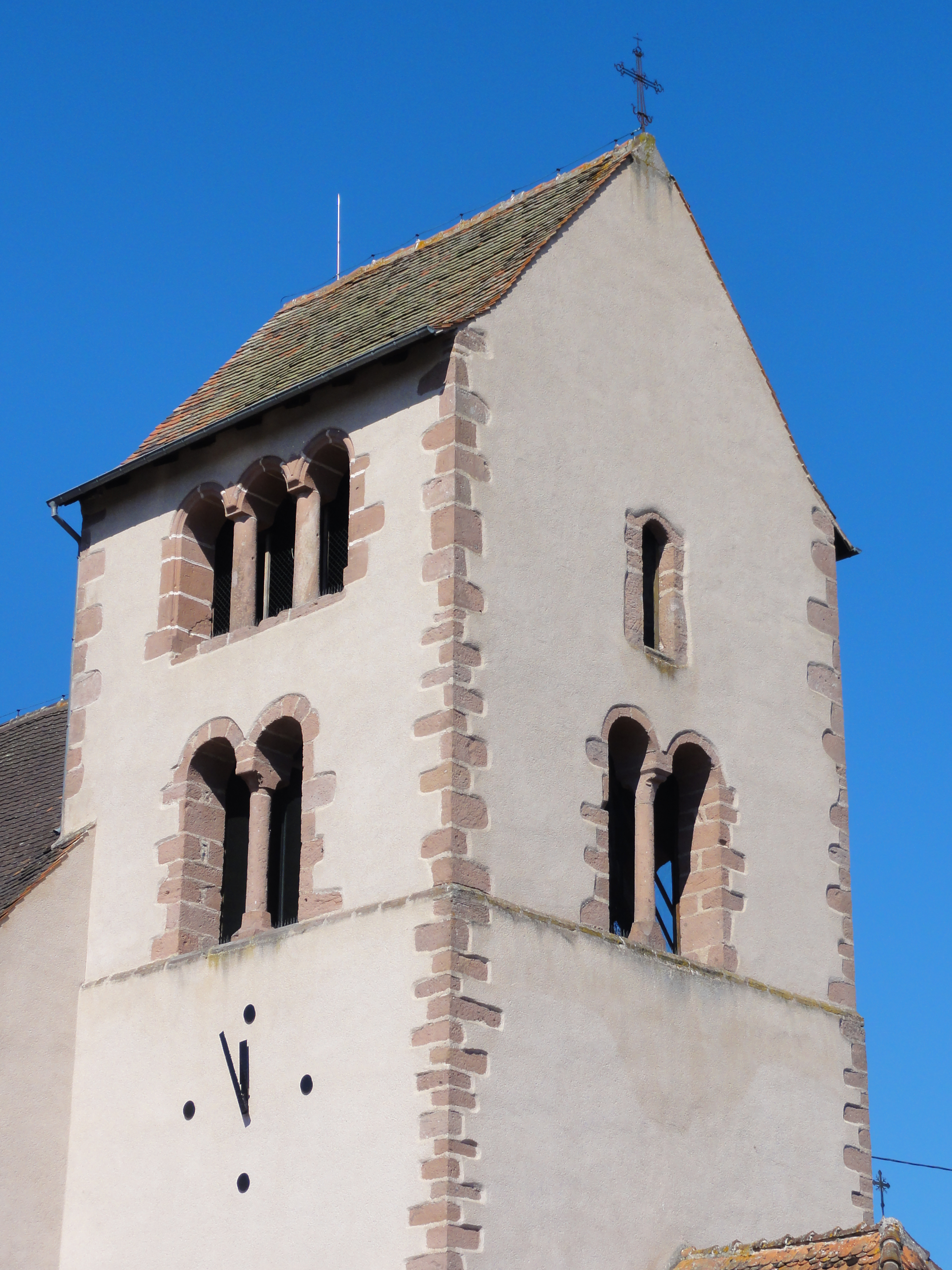
Clocher roman (XIIIe).
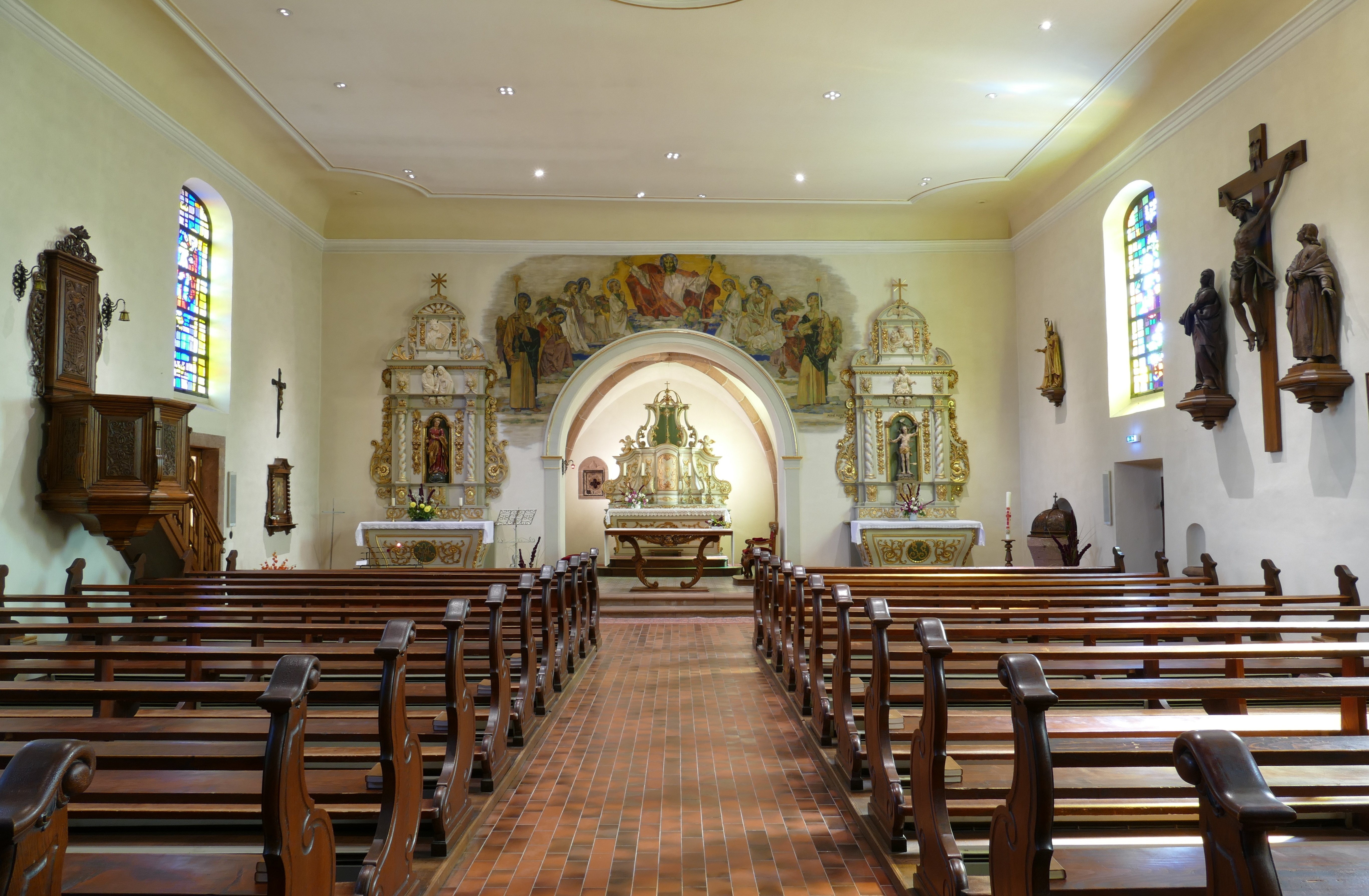
Vue intérieure de la nef vers le chœur.
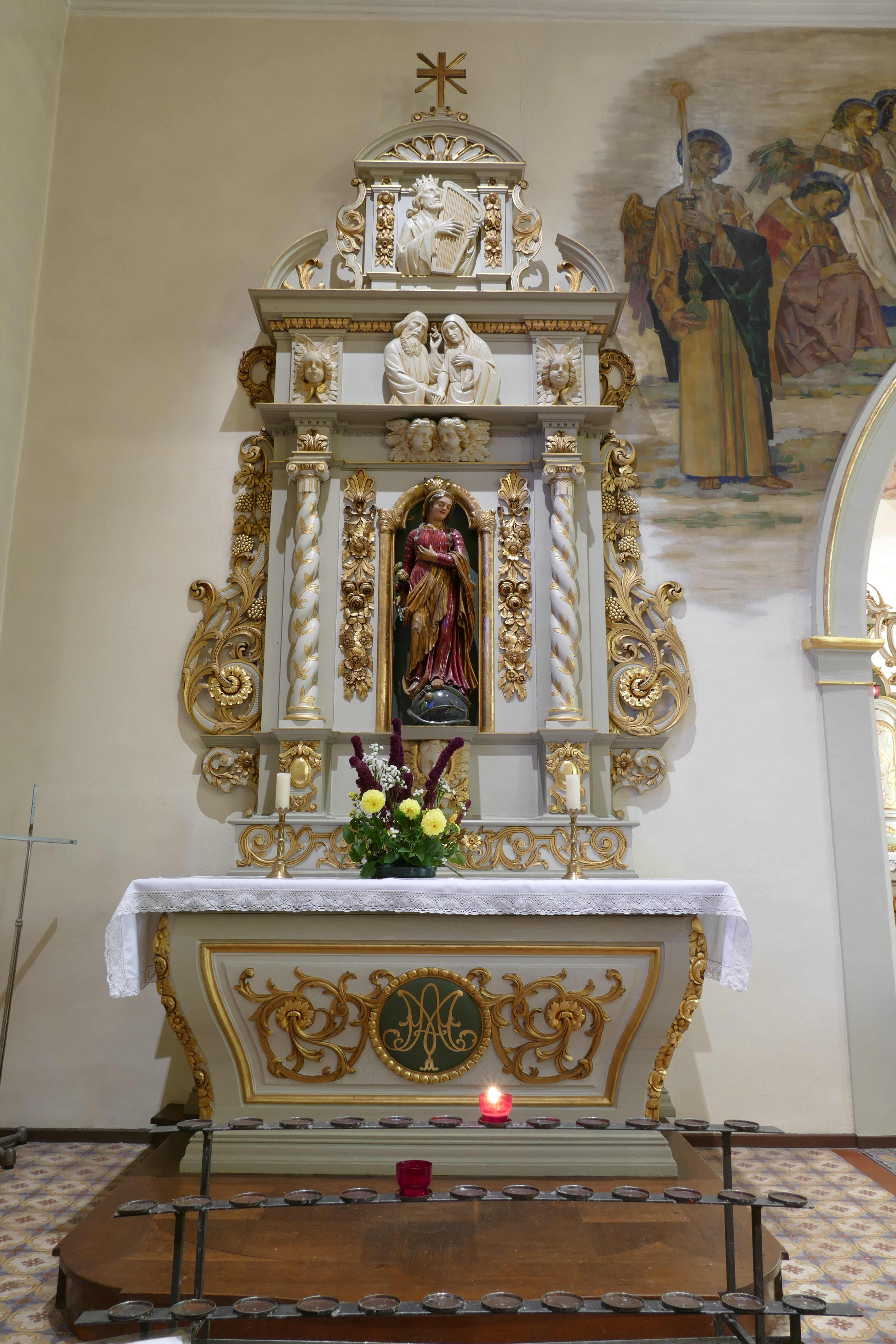
Autel secondaire de la Vierge (1735).
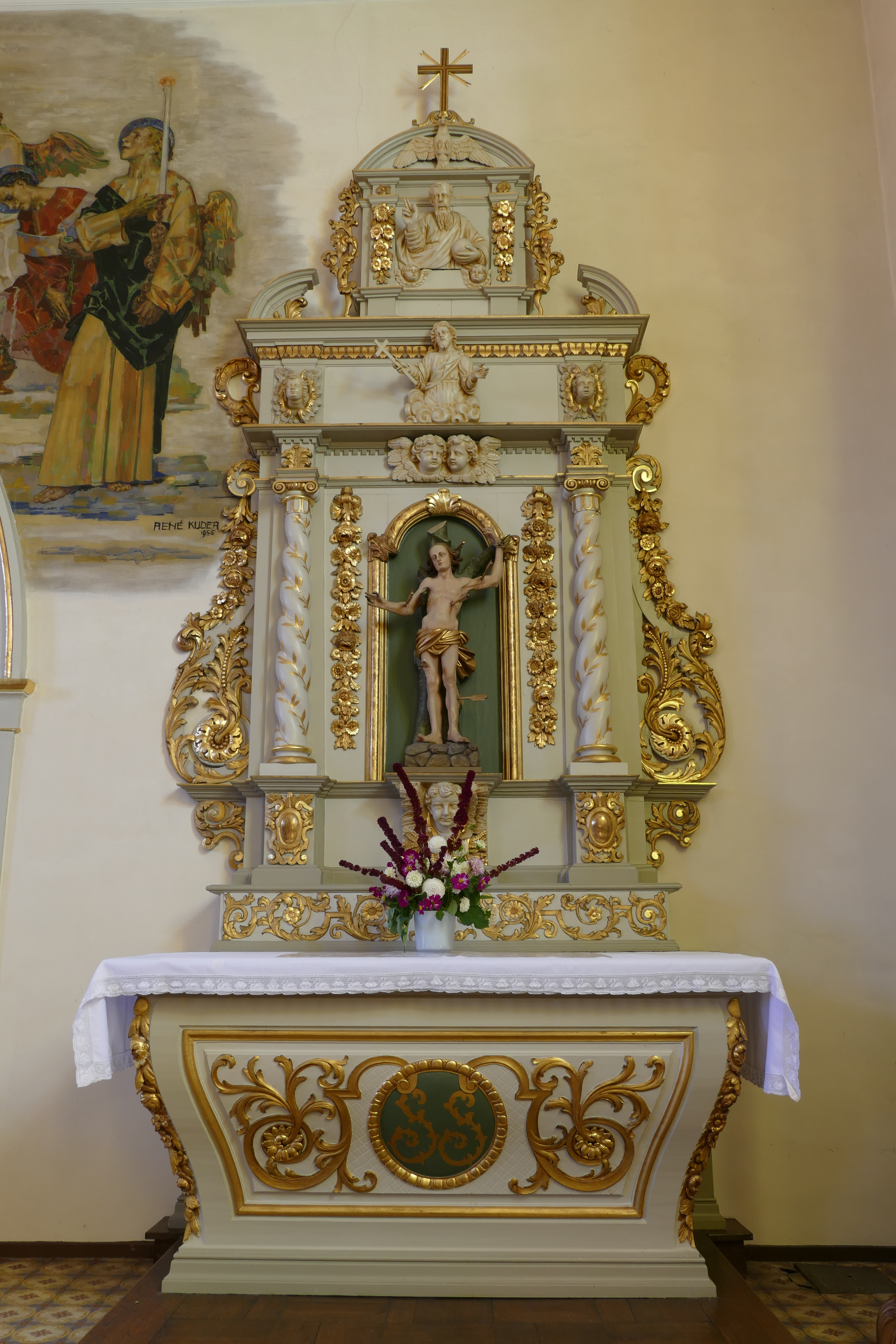
Autel secondaire de saint Sébastien (1735).
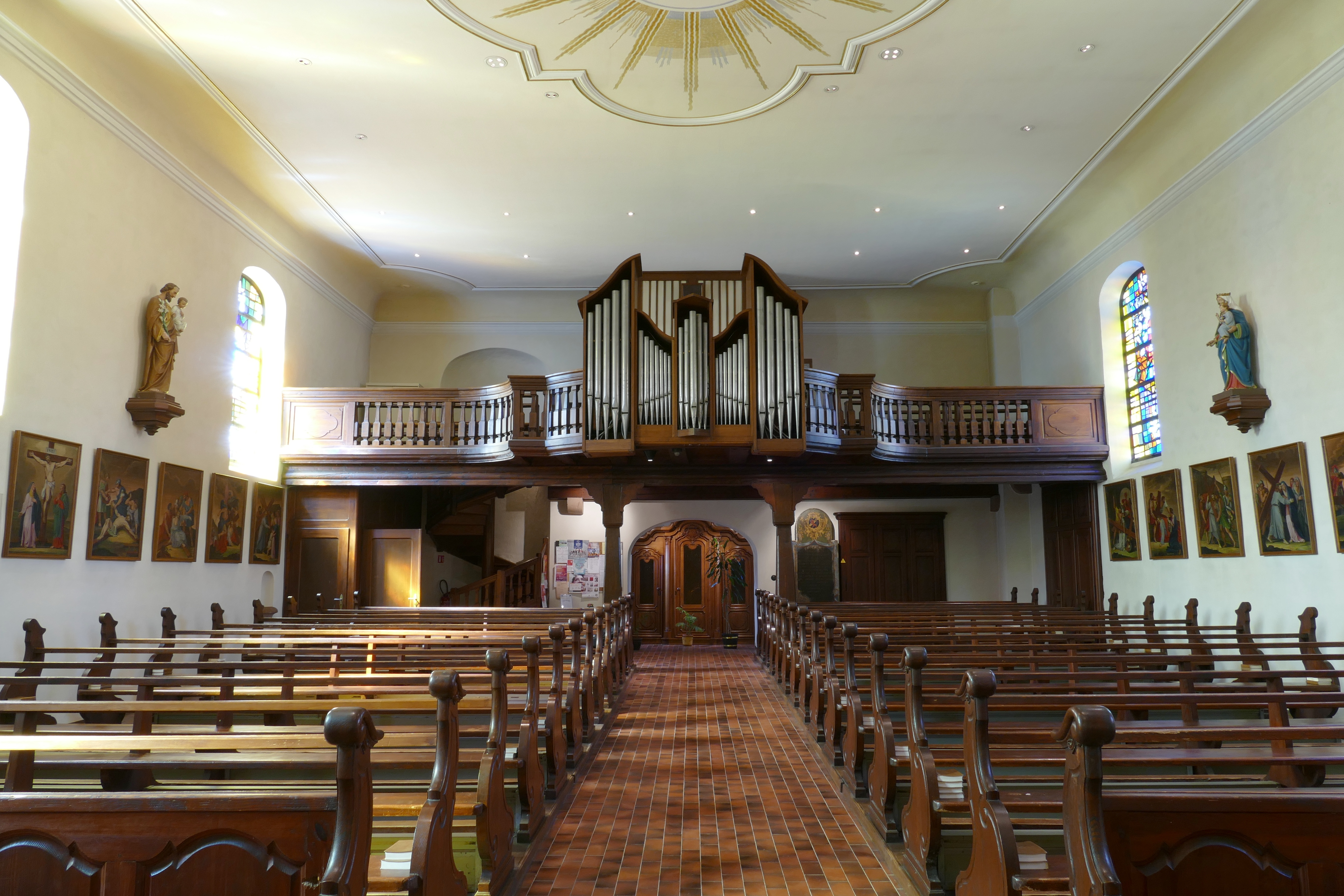
Vue intérieure de la nef vers la tribune d'orgue.

#### Chapelle Notre-Dame
C'est le curé Martin Dennefeld officiant de 1841 à 1874 qui offrit la chapelle à la commune de Neuve-Église. L'édifice, appelé aussi chapelle du Rindsfeld, est construit par son oncle Florent sur un ancien site fréquenté depuis fort longtemps. La chapelle est visitée par des femmes stériles venant implorer la Vierge pour les rendre fertiles. Des crapauds ornent la chapelle. Bien que considéré comme une créature maléfique, le crapaud est également considéré comme un symbole de la mère nourricière et de la virilité.

#### Chapelle du Chena
La chapelle a été construite entre 1854 et 1857, à la suite d'une promesse qu'avait faite Angélique Marcot, fille de François-Antoine Marcot de l'annexe de Hirtzelbach, décédée en 1856 à l'âge de 23 ans. Ses frères et sœurs vont poursuivre son œuvre. La chapelle est achevée le 1er mai 1857. le 1er juin de la même année le curé Dennefeld procède à la bénédiction des cloches sous le patronage de sainte Angélique. L'après-midi la chapelle est bénite par André Raess, évêque de Strasbourg, sous l'invocation de Marie auxiliatrice. Durant les mois de mai, une tradition est établie pour la récitation tous les dimanches du chapelet. En 1904, la famille Marcot décide d'octroyer la chapelle à titre gratuit au conseil de fabrique de l'église de Neuve-Église en ajoutant une somme de 240 marks qui devait permettre avec les intérêts d'entretenir l'édifice. Il arrive que des offices aient lieu dans cette chapelle (mariage, baptême) et une manifestation autour de la fête de l'Assomption. La chapelle fait l'objet d'un entretien permanent grâce aux promeneurs qui se dirigent vers le château du Frankenbourg.

#### Grotte de Lourdes
Pour les articles homonymes, voir Grotte de Lourdes (homonymie).
La grotte de Lourdes, qui se trouve à l'arrière du bâtiment presbytéral, a été construite entre 1900 et 1913 par une entreprise locale appartenant à Joseph Ulhrich. Elle sert aussi de monument aux morts et rend hommage aux victimes des deux grandes guerres. Une plaque donne les noms des victimes. Après quelques déboires, la grotte de Lourdes est achevée vers 1908.
Auparavant, une grille métallique et un portail empêchaient l'accès à la grotte. Au cours du mois de mai, un office marial à l'église paroissiale terminait la soirée de prières à proximité de la grotte et les enfants, surveillés par les religieux, se mettaient le long de la palissade métallique pour prier la Vierge.
Lors de la fête du Saint-Sacrement, un autel y était érigé, comme une étape avec les deux autres montés dans le village.

#### Crucifix de l'abbé Stackler
Ce crucifix est construit du temps de l'abbé François Antoine Stackler nommé curé en 1786 à Neuve-Église. La paroisse dispose à l'époque de confortables revenus provenant de la dîme qui est versée par le Comte-Ban. Le curé Stackler est un farouche opposant de la Révolution. Il abrite d'autres prêtres réfractaires. Il se cachera dans les montagnes en compagnie d'autres prêtres comme l'abbé Boulanger de Rombach-le-Franc. Il manquera même d'être arrêté alors qu'il se trouve caché dans une ferme de Grangoutte sur les hauteurs de Rombach-le-Franc en compagnie de deux autres prêtres. On l'apercevra souvent en compagnie de l'abbé Boulanger de Rombach-le-Franc et du curé Schaal de Sainte-Croix-aux-Mines où ils disent la messe à la chapelle de la Goutte installée sur un rocher sur les hauteurs du Grand Rombach. L'abbé Stackler fut arrêté et guillotiné en 1796.

#### Fontaine de 1778
Le village dispose encore de huit fontaines reliées à des sources. On utilisait jadis des conduites en bois pour alimenter ces fontaines et, dans la vallée, quelques personnes savent encore percer de tels tuyaux.

#### Bornes
Les limites entre les communes de Neubois et Breitenau sont indiquées par une série de pierre-bornes de 1764 qui délimitaient avant la Révolution la forêt seigneuriale dite « forêt supérieur du Comte-Ban ». Elles portent le blason du Grand Chapitre de la cathédrale de Strasbourg. Dans la cour du presbytère, on trouve une borne avec les initiales ST.N prouvant son appartenance à la paroisse de Saint-Nicolas. Cette borne marquait jadis une lisière forestière.

#### Bâtiments remarquables

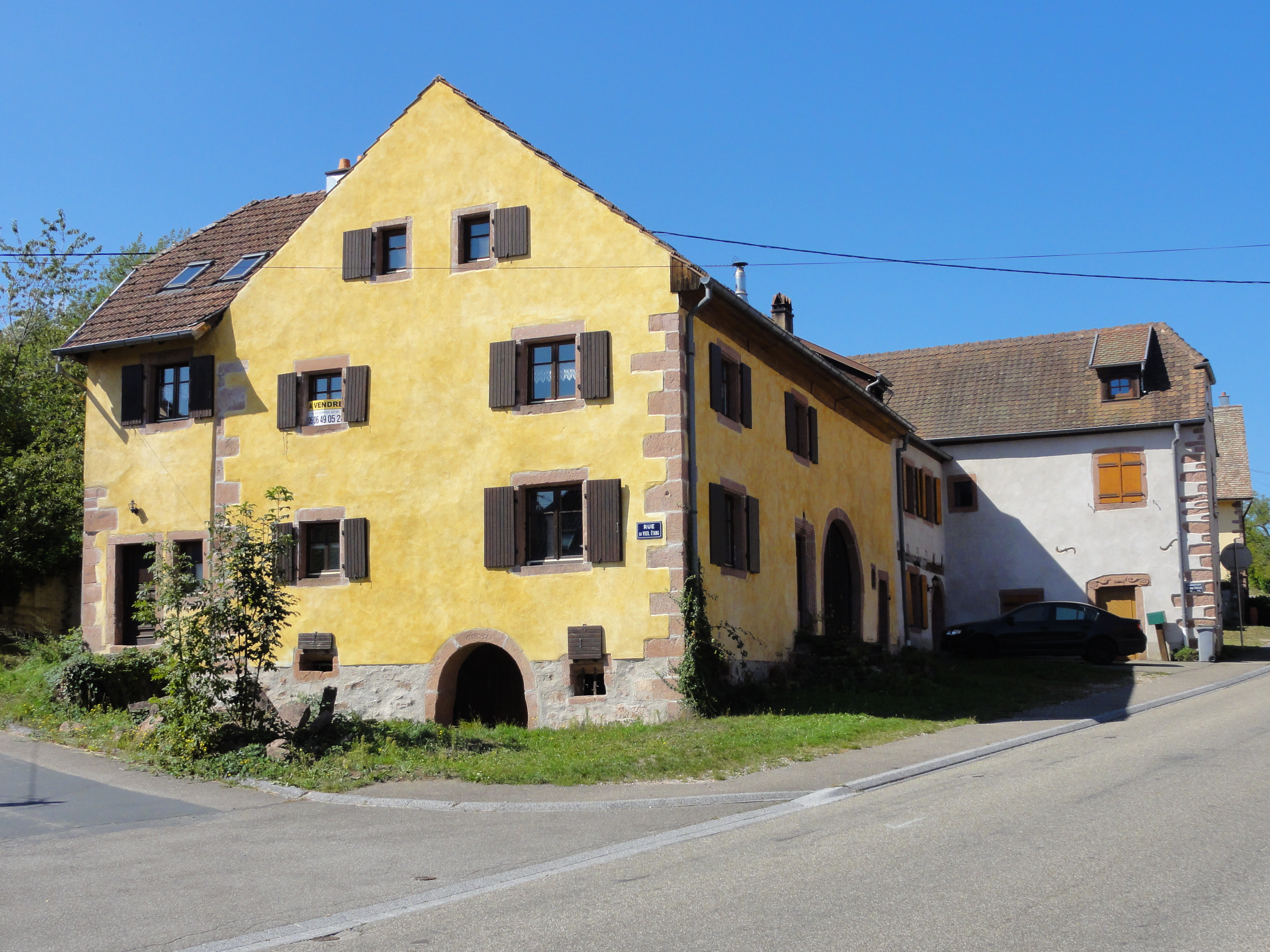
Maison (XVIIIe-XIXe), 4 carrefour de l'Abbé-Stackler.
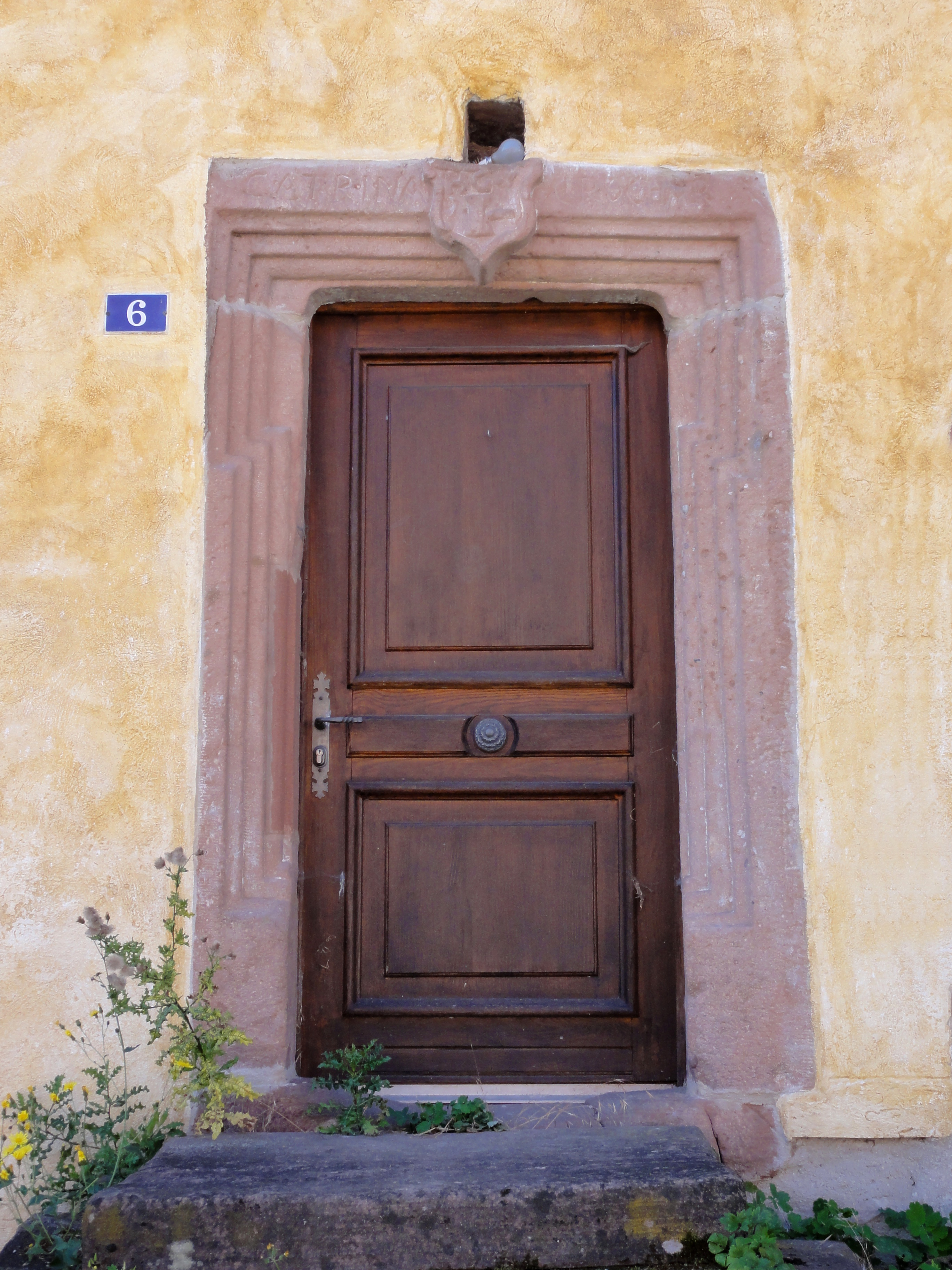
Porte de la maison, 4 carrefour de l'Abbé-Stackler.
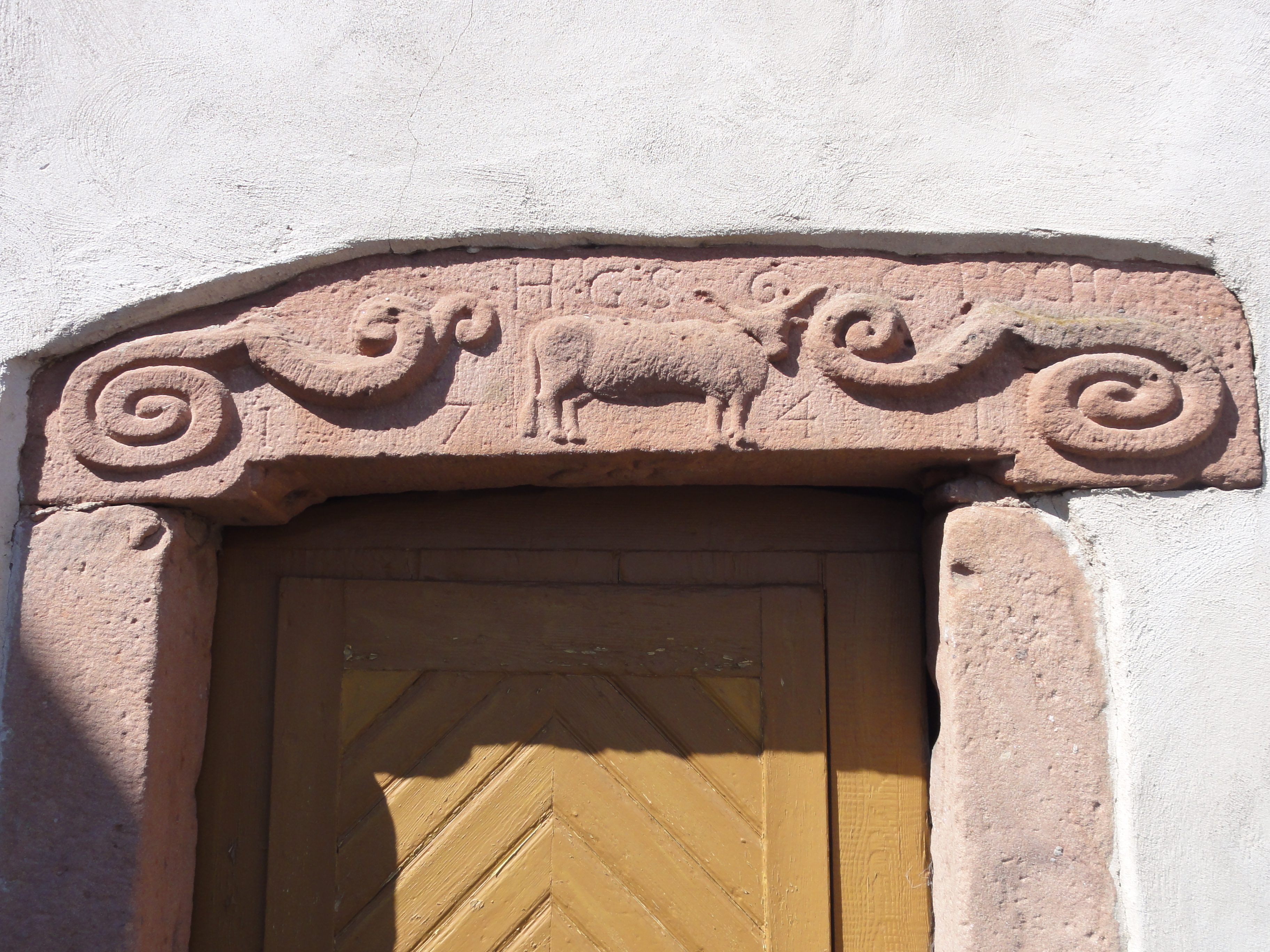
Linteau de la maison de boucher (XVIIIe), 6 carrefour de l'Abbé-Stackler.

### Evènements
Le festival de musique Décibulles se déroule chaque été dans la commune.

### Personnalités liées à la commune
- Paul Mathéry (1907-1944), résistant français et Juste parmi les nations.

### Héraldique
| Blason de Neuve-Église (Bas-Rhin) | Blason  | D'azur à la croix d'argent cantonnée de quatre besants du même. |
| Blason de Neuve-Église (Bas-Rhin) | Détails | Ce blason présente les armes du Comte-Ban, terres du Grand Chapitre de la cathédrale de Strasbourg de 1489 à 1789. Neuve-Église est alors le chef-lieu du Grafenbann. On y rend la justice ; la prison y était encore visible au XIXe siècle. |